# 100 meter fri
100 meter fri er en kortfilm fra 1993 instrueret af Annette Riisager efter manuskript af Annette Riisager, Ole Alskov.

## Handling
Kampen mod tiden ... Vand, blomstrende liv/kvælende død. At kæmpe sig tilbage til livet på trods af et uafvendeligt tab er den største sejr over døden.